# 八戸貨物駅
八戸貨物駅（はちのへかもつえき）は、青森県八戸市長苗代字亀子谷地にある日本貨物鉄道（JR貨物）・八戸臨海鉄道の貨物駅である。
青い森鉄道線と八戸臨海鉄道線の接続駅である。八戸線も当駅に接続しているが、分岐点は八戸駅構内扱いになっている。

## 歴史
- 1970年（昭和45年）12月1日：国鉄・八戸臨海鉄道の貨物駅として開業[1]。当時は信号場扱いで、貨物を取り扱っていなかった。
- 1971年（昭和46年）10月1日：八戸駅の貨物取扱を一部移管、コンテナ貨物・車扱貨物の取扱を開始。
- 1974年（昭和49年）10月1日：小荷物の取扱を開始（一般駅となる）[1]。
- 1978年（昭和53年）8月1日：小荷物の取扱を廃止[1]。
- 1987年（昭和62年）4月1日：国鉄分割民営化により、国鉄駅はJR貨物が継承[1]。
- 2001年（平成13年）1月22日：着発線荷役方式を採用した駅に改装[2][3]。
- 2024年（令和6年）4月1日：構内にコンテナと一般トラックの積替ステーションを開設[4]。

## 駅構造

### JR貨物
地上駅で、南北に通る青い森鉄道線の本線の東側にすべての施設がある（下り貨物列車は青い森鉄道上り本線と2度平面交差）。着発線荷役方式（E&S方式）を採用している。
3面のコンテナホーム（ヤード）が本線に並行して設置されている。着発線は4本あり、東側2本は荷役線でその間にホームが1面ある。そのホームの東側に2面のホームがあり、それぞれ荷役線が1本ずつ接している。その他、着発線の西側には仕分け線・留置線が、南ホームの南側にはコンテナ車の検修庫（青森総合鉄道部八戸派出）が設置されている。
駅の構内にはJR貨物八戸営業所がある。なお、駅の業務は八戸臨海鉄道が受託している。
着発線荷役方式に改良される以前は、おもに東北本線のコンテナ列車の編成の一部が八戸駅で分割・併合されて八戸貨物駅に発着する輸送形態だった。この区間列車や八戸貨車区（現・青森総合鉄道部八戸派出）の交検入出場車等を含め、八戸駅 - 八戸貨物駅間の区間貨物列車の牽引は全て八戸臨海鉄道の機関車によって行われていた。

### 八戸臨海鉄道
駅構内の南側に位置する。2本の着発線があり、JR貨物の路線とは八戸方にある引き上げ線を介して接続している。着発線の北側に接して機関区が設置されている。
南側には八戸線から分岐するJR貨物の側線が3本あり、それらと八戸臨海鉄道の路線が接続している。この八戸線の側線は長苗代方のみに本線との分岐点があるため、八戸方からは進入できない。
駅の東側にはJR東日本の長苗代駅があるが、同駅には交換設備がないため当駅で旅客列車の交換を行うことがある。当然、旅客扱いはないため運転停車となる。

## 取扱う貨物の種類
当駅は、コンテナ貨物と臨時車扱貨物の取扱駅である。
コンテナ貨物は、JR規格の12 ft・20 ft・30 ftコンテナと、ISO規格の20 ft海上コンテナを取り扱っている。取扱品目は、発送貨物では食料工業品、米、野菜などが、到着貨物では米、酒、清涼飲料水、工業薬品などが主なもの。タンクコンテナによる青森県産生乳の発送や、八戸市内にある製紙工場向けのラテックス輸送も行われている。なお、産業廃棄物・特別管理産業廃棄物の取扱許可を得ており、これらが入ったコンテナの取扱いも可能である。

## 貨物列車
（2014年3月15日現在）
当駅に停車する貨物列車は高速貨物列車のみである。
東青森駅方面行きの下り列車は1日5本停車する。そのうち当駅始発の列車と当駅終着の列車が1本ずつある。札幌貨物ターミナル駅行きが1本あるほか、日本海縦貫線経由で百済貨物ターミナル駅へ向かう列車も設定されている。また、臨時列車も設定されている。
盛岡貨物ターミナル駅方面行きの上り列車は1日9本停車する。そのうち当駅始発の列車が3本、当駅終着の列車が1本ある。行き先は仙台貨物ターミナル駅、隅田川駅、東京貨物ターミナル駅、西浜松駅、名古屋貨物ターミナル駅となっている。
八戸臨海鉄道の列車は、八戸臨海鉄道線#運行形態を参照。

## 集配エリア
トラック集配エリアは青森県三八上北地方及び岩手県北部の二戸・久慈地域となっている。

## 利用状況
- 2005年度
  - 発送貨物 - コンテナ貨物128,738トン、車扱貨物1,320トン
  - 到着貨物 - コンテナ貨物144,175トン、車扱貨物1,760トン

## 駅周辺
- 八戸中央卸売市場
- ヤマト運輸八戸市場営業所
- 総合卸センター
- 八戸卸センター簡易郵便局

## その他
- 八戸線・青い森鉄道線を運転する列車の運転士及び車掌の運転時刻表には「八戸貨物」という名称で当貨物駅の通過時刻が記載されており、今も採時箇所として残されている。
- 以前は青い森鉄道本社が当駅に隣接して設置されていたが、東北新幹線新青森駅開業時に青森駅西口へ移転した。

## 隣の駅
青い森鉄道
青い森鉄道線
八戸駅 - 八戸貨物駅 - 陸奥市川駅
東日本旅客鉄道（JR東日本）
八戸線
八戸駅 - （八戸貨物駅） - 長苗代駅
八戸臨海鉄道
八戸臨海鉄道線
八戸貨物駅 - 北沼駅